# Lerista petersoni
Lerista petersoni är en ödleart som beskrevs av  Storr 1976. Lerista petersoni ingår i släktet Lerista och familjen skinkar. Inga underarter finns listade i Catalogue of Life.